# بایدنفلت
بایدنفلت (به آلمانی: Beidenfleth) یک شهر در آلمان است که در اشتاینبورگ واقع شده‌است.
 بایدنفلت  ۹۳۰ نفر جمعیت دارد.